# 領空侵犯
領空侵犯（りょうくうしんぱん、英語: airspace incursion, airspace violation）とは、国家がその領空に対して有する権利を侵犯する行為のことであり、具体的には他国の航空機・飛行物体が当該国の許可を得ず、領空に侵入・通過する国際法上の不法行為を指す。

## 概要
国際法において、国家が領有している領土・領海の上に存在する地球の大気の部分を領空（または空域）とし、領海と共にその国の海岸線から12海里までの範囲を領空と定義している。
飛行機が発明された当初は、外国機にも船舶の無害通航に類似した権利が認められていたが、第一次世界大戦期になるとヨーロッパ諸国は領空内での排他的主権を主張し、事前に飛行経路や所属を通告するよう求める国家が増えたため、運用者や目的地を明らかにした飛行計画を事前に提出する国際規則が作られた。
1967年発効の「月その他の天体を含む宇宙空間の探査及び利用における国家活動を律する原則に関する条約」（通称「宇宙条約」）第2条において『月その他の天体を含む宇宙空間（すなわち地球以外の天体を含む、地球の大気圏外すべて）は、主権の主張、使用若しくは占拠又はその他のいかなる手段によっても国家による取得の対象とはならない』としているため、領空は大気圏までとなっている。
領空侵犯とは、この領域を許可なく侵す行為であり、国際法違反の行為となる。ただし、領空の範囲は大気圏に限られるため、高度100km以上の宇宙空間（衛星軌道など）を移動する人工衛星や国際宇宙ステーションなどは領空侵犯に当たらない。

### 対領空侵犯措置
領空侵犯に対して、当該国はスクランブル発進と呼ばれる、対領空侵犯措置を取る。
対領空侵犯措置は以下のとおり段階的に定められている。
1. 航空無線による警告
2. 軍用機による警告
3. 軍用機による威嚇射撃
4. 強制着陸
5. 撃墜（ただし無防備な民間機への攻撃は原則禁止）

領空侵犯機に対しては、その国の空軍が対処する場合が多い。戦闘機で目視確認がとれるまでは、航空用語で未確認飛行物体（UFO）とされる。「領空を侵犯していると警告し、速やかに領空外への退去を促す」という対応が一般的である。これに従わなかった場合は、強制着陸やミサイルなどによる撃墜といった措置が取られる（ただし、撃墜に至るケースは諸外国軍でも明白な敵対行動を取った場合などに限定され、稀である）。
しかし、1983年の大韓航空機撃墜事件ではソ連軍機が適切な手順を踏まずに撃墜したことで、国際的な非難を浴びた。この事件を契機に、国際民間航空機関（ICAO）はシカゴ条約の改正議定書を1984年5月10日に採択し、同条約に「第3条の2」を追加した。これにより、各国が領空を飛行する不審な航空機に対しての強制着陸指示等の権利及び民間航空機は、その指示に従うことの義務が確認され、同時に各国は民間航空機に対する要撃において、武器の使用を差し控え人命・航空機の安全を確保することが明示された。

## 領空侵犯事例
領空侵犯の事例を示す。

### 軍用機による領空侵犯事例
- U-2撃墜事件（米軍機のソ連侵入、撃墜）
- 1961年の西ドイツ空軍F-84機による領空侵犯事件（西ドイツ軍機の東ドイツ侵入、着陸）
- 1964年のアメリカ空軍T-39機の撃墜事件（米軍機の東ドイツ侵入、撃墜）
- ロシア軍爆撃機撃墜事件（ロシア軍機のトルコ領空侵犯、撃墜）
- 2023年中国気球事件（中国の偵察気球のアメリカ領空横断、撃墜）

### 民間機による領空侵犯事例
- エル・アル航空機撃墜事件（1955年 エル・アル航空機の領空侵犯、撃墜事件）
- リビア航空機撃墜事件（1973年 リビア航空機の領空侵犯、撃墜事件）
- 大韓航空機銃撃事件 （1978年 大韓航空機のソ連領空侵犯、銃撃事件）
- 大韓航空機撃墜事件 （1983年 大韓航空機のソ連領空侵犯、撃墜事件）
- マチアス・ルスト事件（1987年 自家用機のソ連領空侵犯、着陸）